# Antonio Orihuela
Antonio Orihuela (Moguer, 1965) és un poeta, assagista i articulista andalús. La seva obra literària i intel·lectual està fortament lligada al moviment de la poesia de la consciència, que es va popularitzar a principis dels anys noranta. Orihuela és doctor en Història per la Universitat de Sevilla i, com a investigador, ha publicat diversos estudis sobre la societat precapitalista al sud-oest de la península Ibèrica, destacant-ne el treball Historia de la Prehistoria.
La seva poesia es caracteritza per una reflexió sobre la realitat contemporània, amb l’objectiu de contribuir a un canvi en les condicions d’injustícia existents. Els seus poemes utilitzen un llenguatge directe i clar, concebent la paraula com una eina eficaç al servei de la denúncia social. Orihuela rebutja qualsevol tipus d’esteticisme, optant per un realisme que promou la identificació del persona lectora amb els temes abordats i, alhora, per un cert distanciament d’inspiració brechtiana. Temàticament, la seva obra defuig els convencionalismes lírics i les postures essencialistes, amb fonts ideològiques arrelades en el marxisme, l'anarquisme i altres corrents revolucionàries com el situacionisme.
Com a teòric, Orihuela practica una crítica de la ideologia capitalista des de postures de materialisme dialèctic de tall llibertari. Considera que tota poesia és política, ja que tant la naturalesa humana com les seves produccions són essencialment socials i ideològiques. Els seus assajos i articles analitzen les relacions entre el sistema capitalista global postmodern i determinades corrents de la poesia contemporània, com la poesia de l'experiència o el realisme brut. Això es reflecteix en poemes que denuncien la desesperança generacional, tot i que altres crítics destaquen la presència d’un missatge d'esperança en la seva obra.
Orihuela també ha participat en nombroses exposicions de poesia visual, amb poemes publicats en revistes de més de trenta països, i ha organitzat i comissariat exposicions d'aquesta disciplina. Des de 1999, coordina els encontres anuals Voces del Extremo a Moguer, patrocinats per la Fundación Juan Ramón Jiménez. Al voltant d’aquest encontre s'ha consolidat un moviment poètic col·lectiu que, des de diferents perspectives, se centra en la denúncia de la injustícia i la marginació social, i en la necessitat d’un canvi del model capitalista global i postmodern.
L'obra d'Orihuela ha estat traduïda a diverses llengües, incloent-hi l'anglès, alemany, francès, portuguès, català i esperanto.